# Frans Lanting
Frans Lanting (Rotterdam, 13 juli 1951) is een Nederlandse natuurfotograaf. Hij werkt in de Verenigde Staten.

## Levensloop
Lanting heeft een jongere broer en twee zussen en bracht zijn jeugd door in Rozenburg en Brielle. Zijn vader bouwde en verkocht boten. Na zijn studie economie aan de Erasmus Universiteit Rotterdam ging Lanting naar Amerika. In Amerika (Santa Cruz) heeft hij een eigen bedrijf. Hij was zeer geïnteresseerd in natuur en dieren en ging steeds meer fotograferen. Zijn eerste fotoreportage, over Terschelling, werd gepubliceerd in het natuurtijdschrift Grasduinen. Samen met zijn vrouw Chris Eckstrom maakte hij diverse fotoboeken.
Lanting maakt in vele delen van de wereld reportages, zoals in de Amazonebekken, Afrika en Antarctica. Zijn foto's zijn gepubliceerd in verschillende (natuur)bladen zoals, National Geographic, Outdoor Photographer, Audubon en Life. Onder andere heeft hij albatrossen op Midway gefotografeerd, bonobo's, pinguïns, en de oase van de Okavango.
Hij woont in de Amerikaanse stad Santa Cruz (Californië) en heeft een eigen bedrijf dat ook cursussen en workshops in fotografie verzorgt. Hij werkt vaak voor uitgever Benedikt Taschen, die in Los Angeles woont.
Tijdens het Cabrillo Festival op 29 en 30 juli 2006 in Santa Cruz werd A Journey Through Time gepresenteerd, een multimediale productie met beelden van Frans Lanting en muziek van Philip Glass.
In mei tot en met juli 2012 was er een tentoonstelling bestaande uit 75 natuurfoto's van Frans Lanting van Leven, een reis door de tijd op de SS Rotterdam in de haven van Rotterdam.
Op 25 augustus 2012 vond in verband met de viering van 50 jaar Wereld Natuur Fonds het Life concert plaats in de Grote Zaal van het Concertgebouw in Amsterdam.

## Prijzen
- 1981 - 1e prijs categorie Mens en milieu, Het avontuur van de Natuur / Grasduinen
- 1981 - 2e prijs categorie Vogels, Het avontuur van de Natuur / Grasduinen
- 1989 - 1e prijs World Press Photo, categorie Natuur / Stories (Lemurs of Madagascar)
- 1989 - 3e prijs World Press Photo, categorie Natuur / Singles (Sifaka pair in tree)
- 1990 - 1e prijs World Press Photo, categorie Natuur / Stories (Leven op Antarctica, National Geographic)
- 1990 - 1e prijs World Press Photo, categorie Natuur / Singles (Verdrinkende zeeolifant, National Geographic)
- 1990 - 3e prijs World Press Photo, categorie Natuur / Singles (Koningspinguïns op een gletsjer, National Geographic)
- 1991 - Wildlife Photographer of the Year, BBC
- 1997 - Ansel Adams Award, Sierra Club
- 1997 - 2e prijs Nature and Environment Stories, World Press Photo
- 1999 - Capi-Lux Alblas Prijs
- 2005 - Lennart Nilsson Award
- 2008 - Photographer of the Year, PMDA Photographic Manufacturers and Distributors Association
- 2010 - Opname van drie foto's in de "40 Greatest Nature Photographs of All Time" gekozen door fotografen van het International League of Conservation Photographers (iLCP)

In 2001 decoreerde Prins Bernhard Frans Lanting tot Ridder in de Orde van de Gouden Ark, de hoogste onderscheiding op het gebied van natuurconservering in Nederland.

## Boeken
- 1980 - Holland, Magie van de werkelijkheid (met Toon Fey, Martin Kers en Hans Bouma)
- 1982 - Feathers
- 1985 - Islands of the West
- 1990 - The Albatrosses of Midway Island
- 1990 - Madagaskar, Een Wereld verdwaald in de tijd
- 1993 - Forgotten Edens (met Christine Eckstrom)
- 1993 - Okavango, De laatste Oase
- 1996 - Animal Athletes
- 1997 - Bonobo, De vergeten mensaap (met Frans de Waal)
- 1997 - Oog in oog, Dieren van dichtbij
- 1999 - Parels van de aarde, Behoud van 's werelds mooiste natuurgebieden (met David Doubilet en Galen Rowell)
- 2000 - Jungles
- 2003 - Pinguïn
- 2006 - Leven, Een Reis door de Tijd

## Artikelen
- Big Sur. National Geographic, oktober 2000
- Hotspots: India's West-Ghats. National Geographic, januari 2002
- Hotspots: Nieuw-Zeeland. National Geographic, oktober 2002
- Alaska's kolos van ijs en steen. National Geographic, maart 2003
- Hotspot Hawaï`i. National Geographic, oktober 2004
- Wereld van steen. National Geographic, mei 2005
- Albatrossen. National Geographic, december 2007

## Exposities
- 29 mei t/m 30 augustus 1998 "Oog in Oog", Natuurhistorisch Museum Rotterdam
- 16 april t/m 9 mei 1999 "Animals and Earth", Oude Kerk (Amsterdam)
- 5 oktober 2000 t/m 14 januari 2001 "Jungles" over het tropisch regenwoud, Naturalis te Leiden
- 23 september 2006 t/m 2 september 2007 "LIFE" een fotografische ontdekkingsreis, Naturalis te Leiden
- 9 juni t/m 18 september 2016 "Dialogues with nature", Nederlands Fotomuseum te Rotterdam[3]
- 8 juli t/m 17 september 2017 "LIFE", CineMec te Nijmegen